# Milonga
Milonga är ett ord med flera betydelser. Denna artikel handlar om dansen milonga och milongamusiken, men se även Milonga (danstillställning).

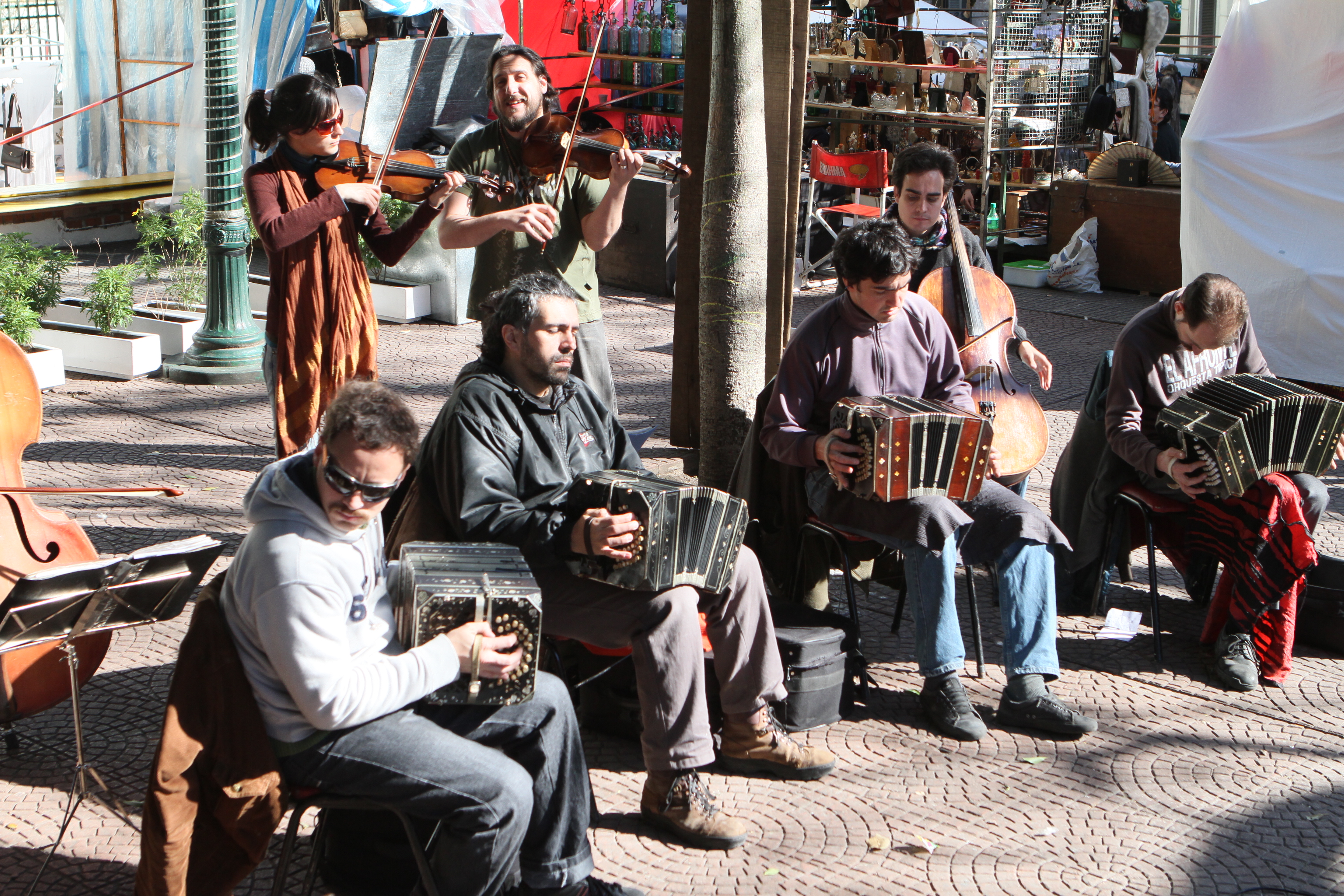
Milongamusikgrupp som spelar i Buenos Aires

Milonga är en  pardans och musikstil, sprungen ur Río de la Platas stora städer Buenos Aires och Montevideo. Dansen var populär bland afro-argentinare under slutet av 1800-talet. 
Modern milonga musik kännetecknas av en rörlig och jämnt synkoperad basgång, och spelas i de allra flesta fall av tangoorkestrar. Dansen är en av tangons föregångare, och de bägge danserna är intimt förknippade med varandra, både i teorin, eftersom förningen bygger på samma principer, och i praktiken, eftersom danserna omväxlande spelas vid samma tillfällen. 
Dessutom har de flesta som gått kurs i milonga gjort det som en del av en tangokurs.
Milonga betyder antingen ”argument” i Kibundu eller ”rader av dansare” i Kikongo. 